# مرسدس-بنز کلاس-جی
مرسدس-بنز کلاس-جی (به آلمانی: Mercedes-Benz G-Class)، خودروی شاسی‌بلند شرکت مرسدس بنز است که هم کاربرد نظامی دارد و هم یکی از لوکس‌ترین خودروهای این شرکت شناخته می‌شود. پلتفرم این خودرو در سال ۱۹۷۹ میلادی، به پیشنهاد پادشاه ایران محمدرضا پهلوی از پژو خریداری شد و پس از بهینه سازی به تولید رسید. می‌توان گفت این خودرو نسل بعدی پژو پی۴ بوده است که توسط پژو طراحی و به واسطه پانارد به دست بنز رسید.

در ماه ژانویه سال ۲۰۱۸ و در نمایشگاه بین‌المللی خودروی دیترویت، مرسدس بنز از نسل جدید این خودرو رونمایی کرد که همچنان با مقاومت در برابر زمان، از زبان طراحی نسل پیش از خود پیروی می‌کند.

## تاریخچه
این خودرو در دهه ۱۹۷۰ به عنوان یک خودرو نظامی پشتیبانی چندمنظوره در شرکت مرسدس بنز طراحی شد و حالت آن جعبه مانند، اسپرت، بسیار قدرتمند در جاده‌ها و با حد اکثر امنیت سرنشینان ساخته شده بود.
شرکت مرسدس بنز به پیشنهاد محمدرضاپهلوی، شاسی‌بلند کلاس جی را برای ارتش ایران طراحی کرد، اما به واسطهٔ انقلاب ۵۷ این محصول هیچ‌گاه به ارتش ایران نرسید و به خودروی اصلی ترابری سبک ناتو تبدیل شد.
بعد از چند سال خودروی مورد نظر تولید شده و اولین محموله وارد ایران شد ولی با وقوع انقلاب دولت جدید از خرید مرسدس ها سر باز زد. مرسدس ماند و خودروهای تولید شده. اولین پیشنهاد به ارتش آلمان بود ولی ارتش آلمان به خاطر قیمت، از خرید امتناع کرد تا اینکه بالاخره آرژانتین خودروها را خرید و در جنگ فالکلند یکی از این خودروها به عنوان غنیمت ارتش انگلیس به لندن برده شد، سربازان خسته از لندرور خشک و خشن ماشینی را سوار شده بودند که مانند لندرور همه جا رو بود و مانند جگوار نرم و راحت به این ترتیب تمامی خودروهای مانده در انبار مرسدس را بریتانیا یکجا خرید و به ترتیب کشورهای دیگر حتی خود ارتش آلمان نیز مشتری خودروها شدند و کلاس جدیدی در تولیدات مرسدس گشوده شد به نام G-Class امروز پس از گذشت چندین دهه تولید که تغییرات ظاهری خیلی جزئی (ولی باطنی بسیار) روی این مدل بوده هنوز از نظر قیمت رتبه بالایی را بین محصولات کمپانی مرسدس بنز دارد.

## نگارخانه

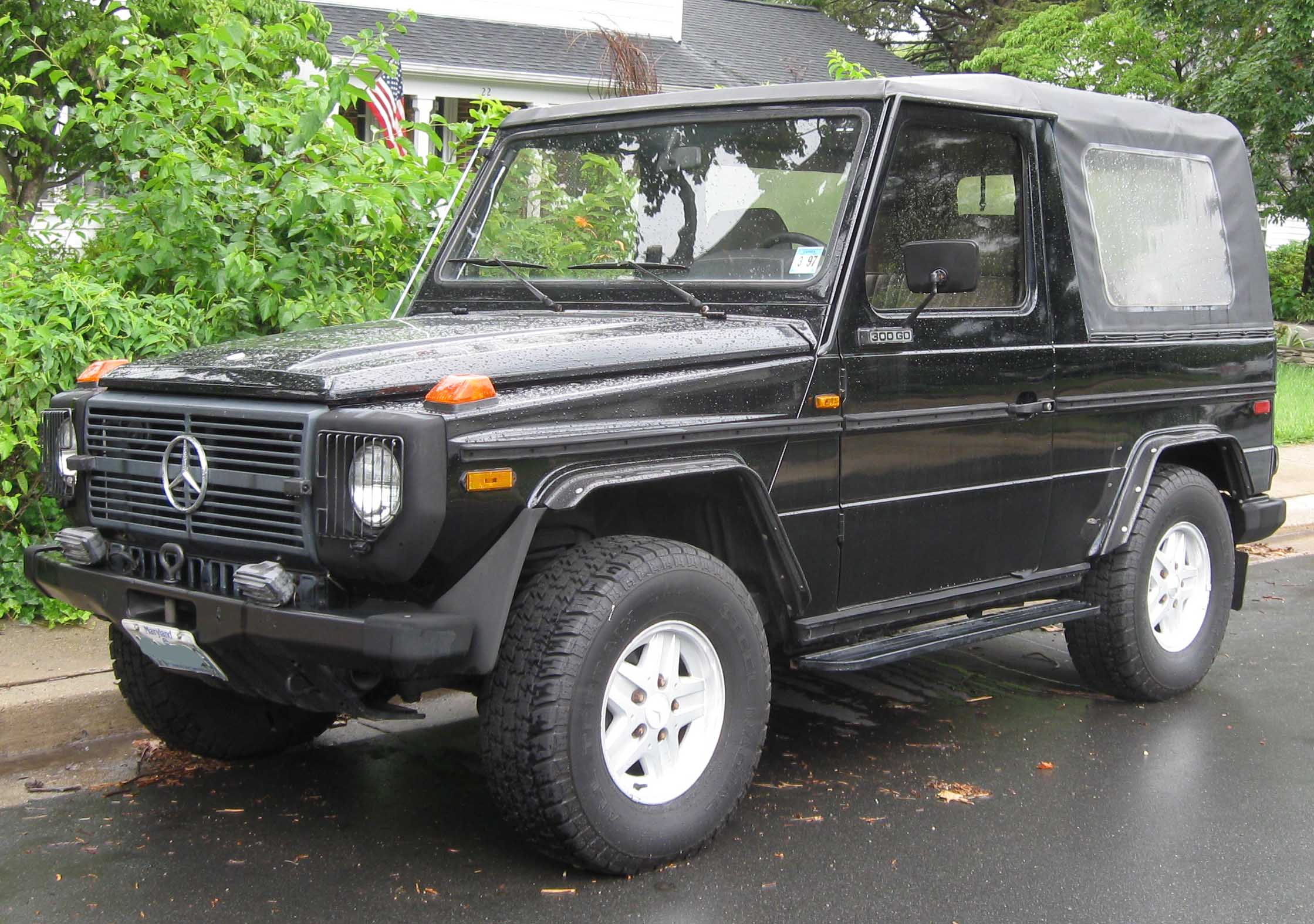